# Cardinal-neveu

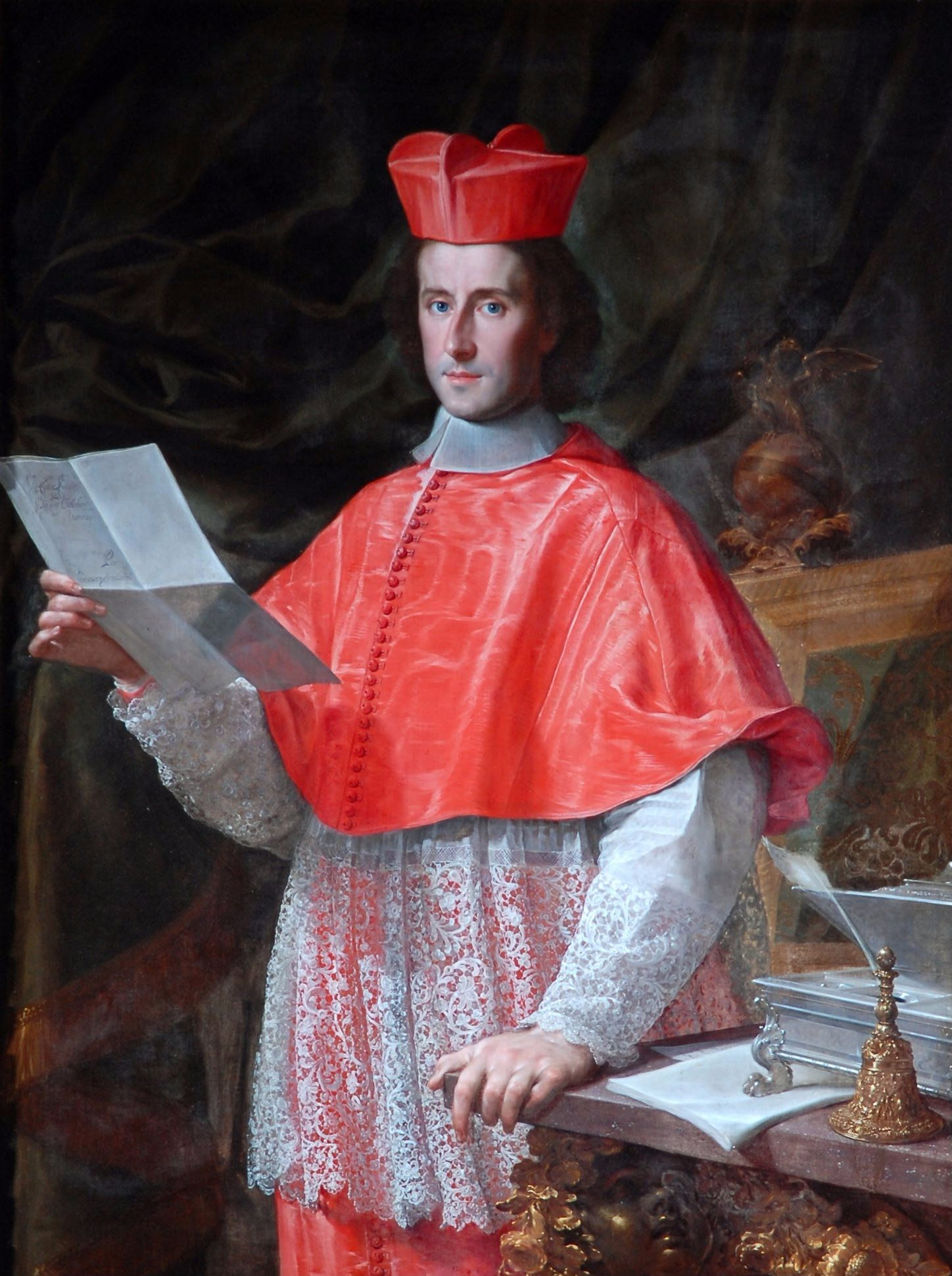
Pietro Ottoboni, le dernier cardinal-neveu, peint par Francesco Trevisani.

Le cardinal-neveu (en latin cardinalis nepos, en italien cardinale nipote ou cardinale padrone), autrefois appelé prince de fortune, est un cardinal élevé à son rang par un pape qui est son propre oncle ou, plus généralement, de sa famille. Le terme a donné naissance au mot « népotisme », qui faisait à l’origine spécifiquement référence à cette pratique, lorsqu’il est apparu dans la langue anglaise vers 1669.
La pratique apparaît au Moyen Âge et devient quasiment une institution pendant la Renaissance. Elle atteint son apogée aux XVIe et XVIIe siècles : des cardinaux-neveux sont nommés sans discontinuer de 1566 à 1692, seul le pontificat d'Innocent XI faisant exception. Le dernier cardinal-neveu est nommé en 1689. La pratique est abrogée par la bulle Romanum decet pontificem du pape Innocent XII en 1692.
Depuis le milieu de la papauté d'Avignon (1309-1377), un pape sans cardinal-neveu faisait exception à la règle : jusqu’à Innocent XII, les seules autres exceptions sont les papes qui n’ont pas nommé de cardinaux : Pie III, Marcel II, Urbain VII, Léon XI, et Adrien VI qui a nommé un seul cardinal. Chaque pape de la Renaissance qui créait des cardinaux nommait un parent au Collège des cardinaux ; le neveu était le choix le plus courant bien que l'une des créations d'Alexandre VI soit son propre fils et pour Nicolas V, son demi-frère Filippo Calandrini en décembre 1448.
L'institution du cardinal-neveu a évolué sur sept siècles, suivant les évolutions de l'histoire de la papauté et les spécificités des différents papes. De 1566 à 1692, un cardinal-neveu occupe la charge curiale de surintendant des États pontificaux, connue sous le nom de « cardinal neveu », les termes sont donc parfois utilisés de manière interchangeable. La fonction curiale du cardinal-neveu ainsi que l'institution du cardinal-neveu ont décliné à mesure que le pouvoir du cardinal secrétaire d'État augmentait et que le pouvoir temporel des papes diminuait aux XVIIe et XVIIIe siècles.
La liste des cardinaux-neveux comprend au moins quinze, et peut-être jusqu'à dix-neuf papes : Grégoire IX, Alexandre IV, Adrien V, Grégoire XI, Boniface IX, Innocent VII, Eugène IV, Paul II, Alexandre VI, Pie III, Jules II, Léon X, Clément VII, Benoît XIII et Pie VII ; peut-être aussi Jean XIX et Benoît IX s'ils ont effectivement été promus cardinaux ; ainsi qu'Innocent III et Benoît XII s'ils étaient bien apparentés à leur promoteur ; un antipape, Jean XXIII ; et deux ou trois saints : Charles Borromée, Guarinus de Palestrina, et peut-être Anselme de Lucques, s'il était vraiment cardinal.

## Histoire

### Avant 1566

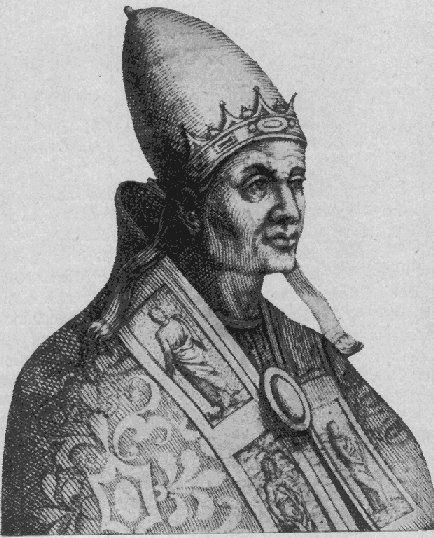
Benoît VIII qui crée son cousin, son frère et son neveu cardinaux

La création des cardinaux-neveux est antérieure à la prééminence hiérarchique des cardinaux au sein de l'Église catholique romaine, qui est née du décret de 1059 du pape Nicolas II In nomine Domini, qui établit les cardinaux évêques comme seuls électeurs du pape, avec le consentement de cardinaux-diacres et cardinaux-prêtres. Le premier cardinal-neveu connu est Lottario (latin : Loctarius), cousin du pape Benoît VIII (1012-1024), élu vers 1015. Benoît VIII élève également son frère Giovanni (le futur pape Jean XIX) et son cousin Teofilatto (le futur pape Benoît IX) au rang de cardinaux-diacres. Le premier cardinal-neveu connu après 1059 est Anselme de Lucques, neveu ou frère du pape Alexandre II (1061-1073). Jusqu'à la fin du XIIe siècle, la majorité des cas présumés de telles nominations est douteuse, soit parce que la relation entre le pape et le cardinal n'est pas prouvée, soit parce que le cardinalat du parent du pontife est incertain. Cependant, il ne fait aucun doute que les promotions de parents du pontife au Collège des cardinaux sont courantes au XIIIe siècle.
Selon l'historien John Bargrave, « lors du concile de Bâle, session 21, le nombre de cardinaux ne devait pas dépasser 24, et aucun neveu du pape ou d'un cardinal ne devait en faire partie. ».
Le pape Clément VI (1342-1352) crée plus de cardinaux-neveux que tout autre pontife, dont six le 20 septembre 1342, le plus grand nombre élevés à la fois. La capitulation du conclave de 1464 limite le pape élu, Paul II, dans la nomination de cardinaux-neveux, ainsi que d'autres conditions destinées à accroître le pouvoir du Collège des cardinaux et à réduire la capacité du pape à diluer ce pouvoir.
À la suite de la papauté d'Avignon, le cardinal neveu est chargé de la gouvernance spirituelle et temporelle du Comtat Venaissin, où résidait les papes d'Avignon ; en 1475, le pape Sixte IV élève le diocèse d'Avignon au rang d'archevêché, au profit de son neveu Giuliano della Rovere, le futur pape Jules II.
Le cinquième concile du Latran déclare en 1514 que le soin des proches doit être loué : la création de cardinaux-neveux est souvent recommandée ou justifiée par la nécessité de prendre soin des membres indigents de la famille. Un cardinal-neveu peut généralement s'attendre à des nominations fructueuses ; par exemple, Alessandro Farnese, cardinal-neveu du pape Paul III (1534-1549), détient simultanément 64 bénéfices en plus du poste de vice-chancelier.
Le pape Paul IV (1555-1559), dans sa vieillesse, serait « tombé presque entièrement sous l'influence du cardinal-neveu ». Le cardinal-neveu de Paul IV, Carlo Carafa (1517-1561), est accusé en août 1558 par un théatin d'avoir séduit une noble romaine, Plautila de' Massimi, qui est entrée en possession d'une somme d'argent démesurée et de bijoux ; les accusateurs sont démis de leurs fonctions par le pontife. Saint Charles Borromée, cardinal-neveu du pape Pie IV (1559-1565), assure la subordination du secretarius intimus au cardinal-neveu, parfois connu sous le nom de secretarius maior. Pie IV est connu pour son népotisme : entre 1561 et 1565, il transfère plus de 350 000 scudi à ses proches.

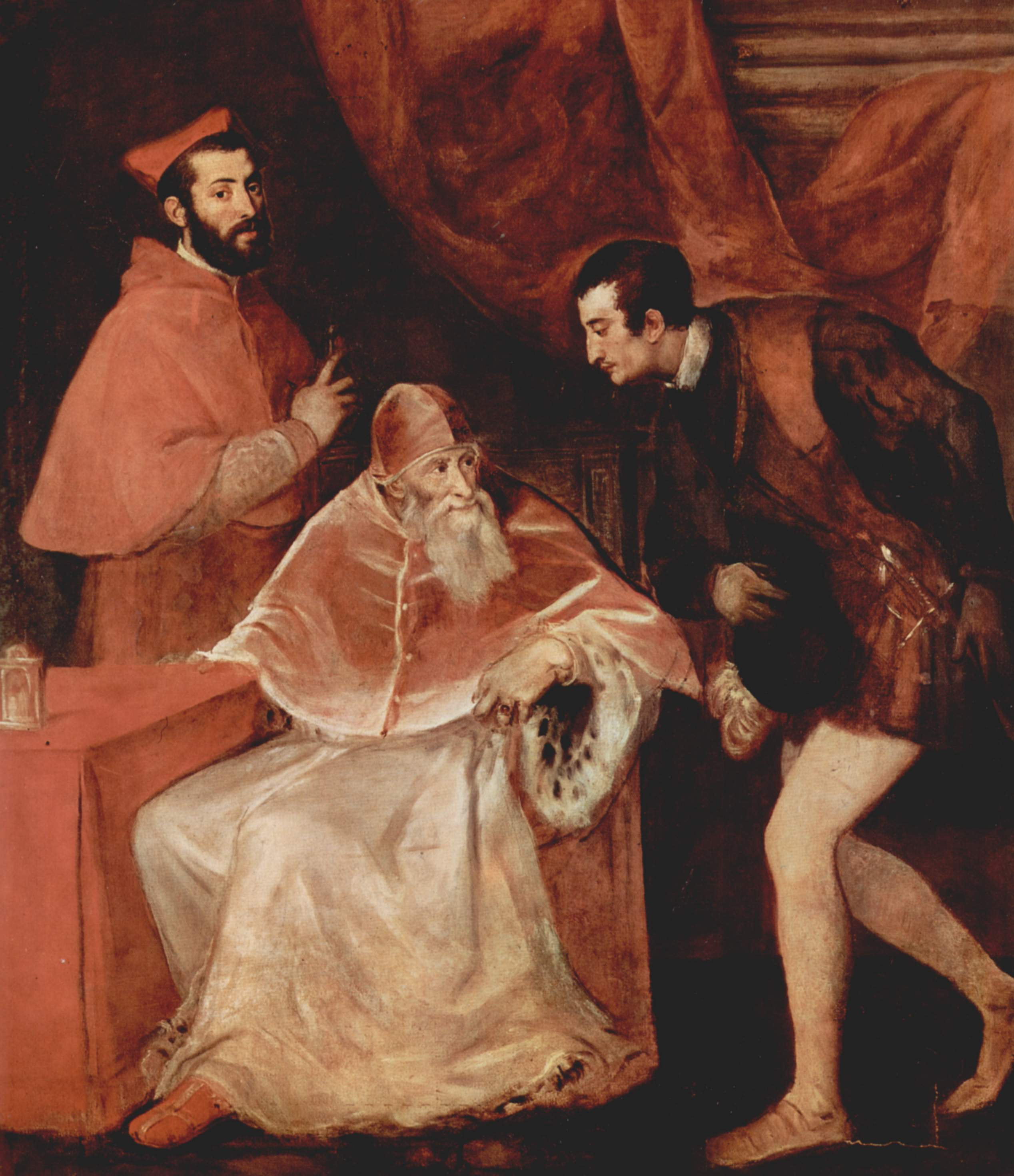
Titien, Portrait de Paul III avec ses petits-fils, 1546, musée de Capodimonte
Titien, Ranuccio Farnèse, 1542, National Gallery of Art

### 1566-1692

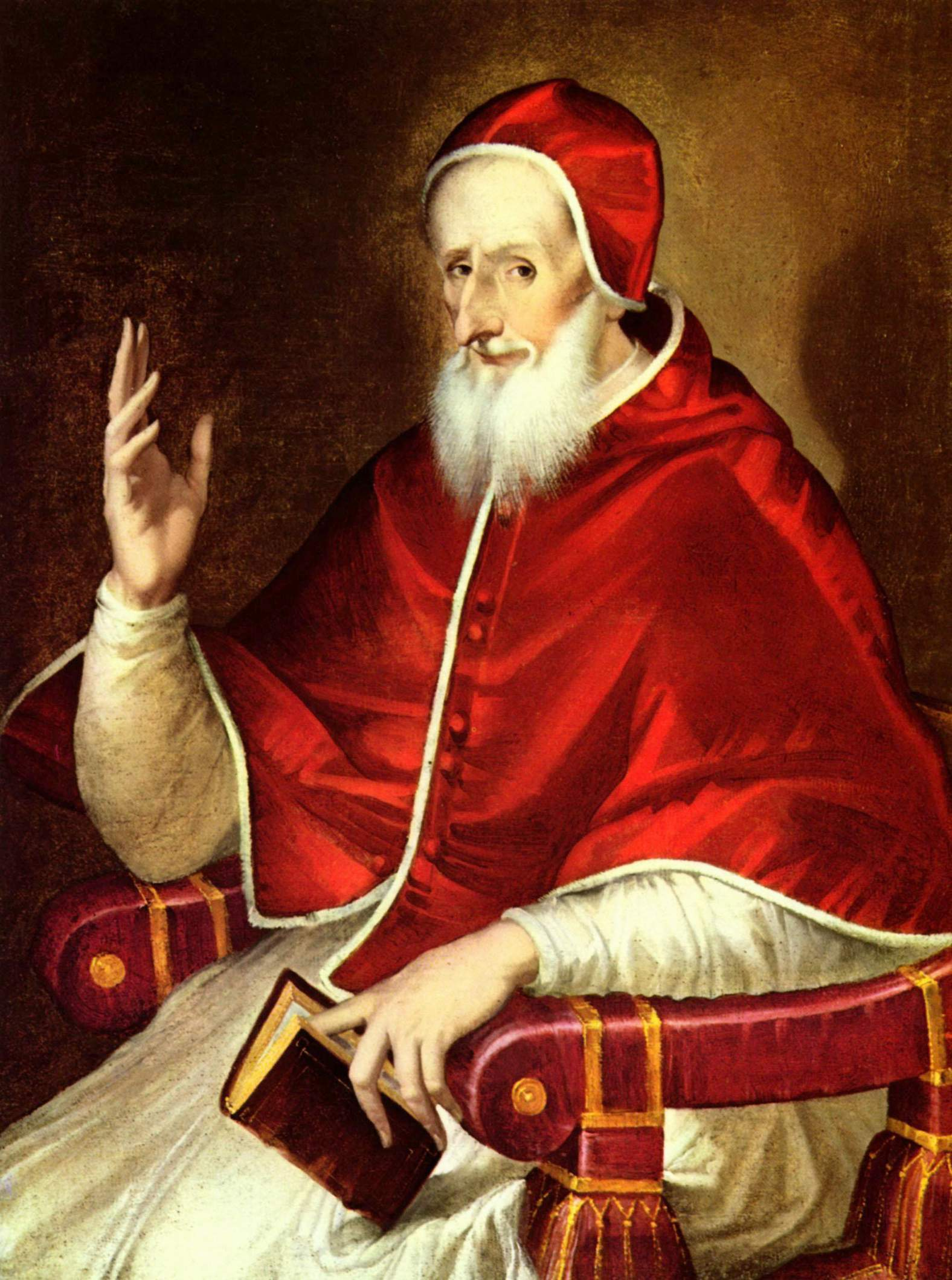
Le Greco, Portrait du pape Pie V qui crée la curie du cardinal neveu le 14 mars 1566, vers 1605, collection particulière.

À la suite du concile de Trente (1563), le pape Pie V (1566-1572) fixe les termes de la charge de surintendant de l'État ecclésiastique, chargé des affaires temporelles des États pontificaux et des relations extérieures du Saint-Siège. Après avoir tenté sans succès de partager les fonctions de surintendant entre quatre cardinaux non familiaux, Pie V accède aux demandes du Collège des cardinaux et de son ambassadeur d'Espagne et nomme son petit-neveu, Michele Bonelli, comme surintendant, délimitant ses fonctions par une bulle du 14 mars 1566. Cependant, Pie V évite de lui déléguer tout véritable pouvoir autonome à Michele Bonelli.
Le cardinal-neveu, également appelé cardinale padrone ou Secretarius Papae et superintendens status ecclesiasticæ (Surintendant de l'État ecclésiastique),, est alors un légat officiel de la Curie romaine, à peu près équivalent au cardinal secrétaire d'État, qui absorbe ses fonctions après l'abolition de la charge de cardinal neveu en 1692. Cette fonction a été comparée par les historiens à un « premier ministre », un « alter ego » ou un « vice-pape ». Le cardinal neveu figure généralement parmi les premières créations cardinales d'un pape ; sa créature est traditionnellement accompagnée d'un salut de la part des militaires du château Saint-Ange,.
Les termes du mandat du cardinal-neveu sont établis par un bref apostolique développé et affiné par les successeurs de Pie V jusqu'à Paul V (1605-1621). Le cardinal-neveu est également l'agent de liaison pour tous les nonces apostoliques et légats, et le préfet de deux congrégations, la Sacra Consulta et la curie romaine. Le cardinal-neveu est également le capitaine général de l'armée pontificale et un « canal par lequel coulaient les bénéfices dans un sens et l'or dans l'autre ».
Cependant, ces fonctions formelles ne sont entrées en vigueur que pendant les pontificats de papes anormalement faibles ; la plupart des neveux- cardinaux sont de facto une chambre d'enregistrement du pontife lui-même.
Bien que le pape Léon XI (1605) soit mort avant de pouvoir élever son neveu, Roberto Ubaldini, ce dernier l'est par son successeur, le pape Paul V en 1615.

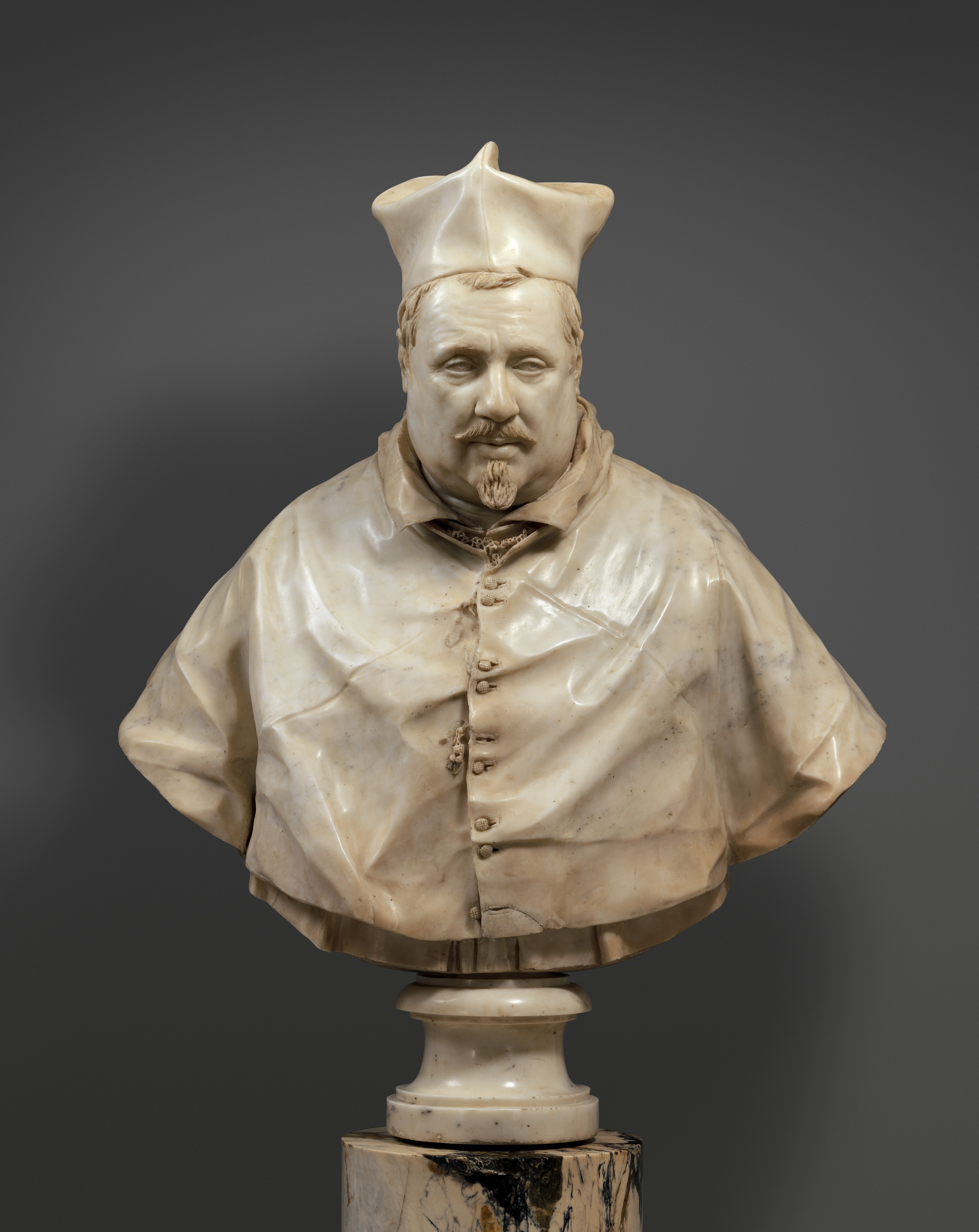
Giuliano Finelli, Buste du cardinal Scipione Borghese, 1631-1632, Metropolitan Museum of Art.

Certains historiens considèrent Scipione Caffarelli-Borghese, cardinal-neveu du pape Paul V, comme le « prototype » d'un cardinal-neveu, qui, contrairement à ceux qui l'ont précédé, est créé pour « pourvoir et superviser l'ascension sociale et économique permanente de la famille papale régnante dans la haute aristocratie romaine ». Par exemple, en 1616, 24 des 30 abbayes lui appartenant sont louées, une pratique que le concile de Trente avait tenté d'éliminer. Une analyse financière approfondie du cardinalat de Scipione Borghèse par Volker Reinhardt, basée sur une série de livres de comptes existants, analyse les stratégies qu'il utilise pour accumuler de la richesse pendant le pontificat de son oncle et des actifs non ecclésiastiques avant la mort de celui-ci, que Volker considère comme typique des familles papales de l'époque du baroque. On estime que Paul V Borghèse a transféré à sa famille environ 4% des revenus totaux du Saint-Siège durant son pontificat. En 1610, les revenus personnels du cardinal Borghèse sont de 153 000 scudi, alors que le revenu de toute sa famille en 1592 s'élevait à seulement 4 900 scudi.
Le pape Grégoire XIV (1590-1591) commence à créer des cardinaux-neveux dont la nomination formelle coïncide de facto avec leur nomination, et est donc distincte du processus ordinal de création des cardinaux. Lorsqu'il tombe malade, il autorise son cardinal-neveu, Paolo Emilio Sfondrati à utiliser la daterie apostolique, pouvoir qui est ensuite diminué à la demande du Collège des cardinaux. Paul V émet un motu proprio le 30 avril 1618, conférant formellement à son cardinal-neveu la même autorité que le pape Clément VIII avait donnée à Pietro Aldobrandini, déclenchant ce que l'historien Laurain-Portemer appelle « l'âge classique » du népotisme.

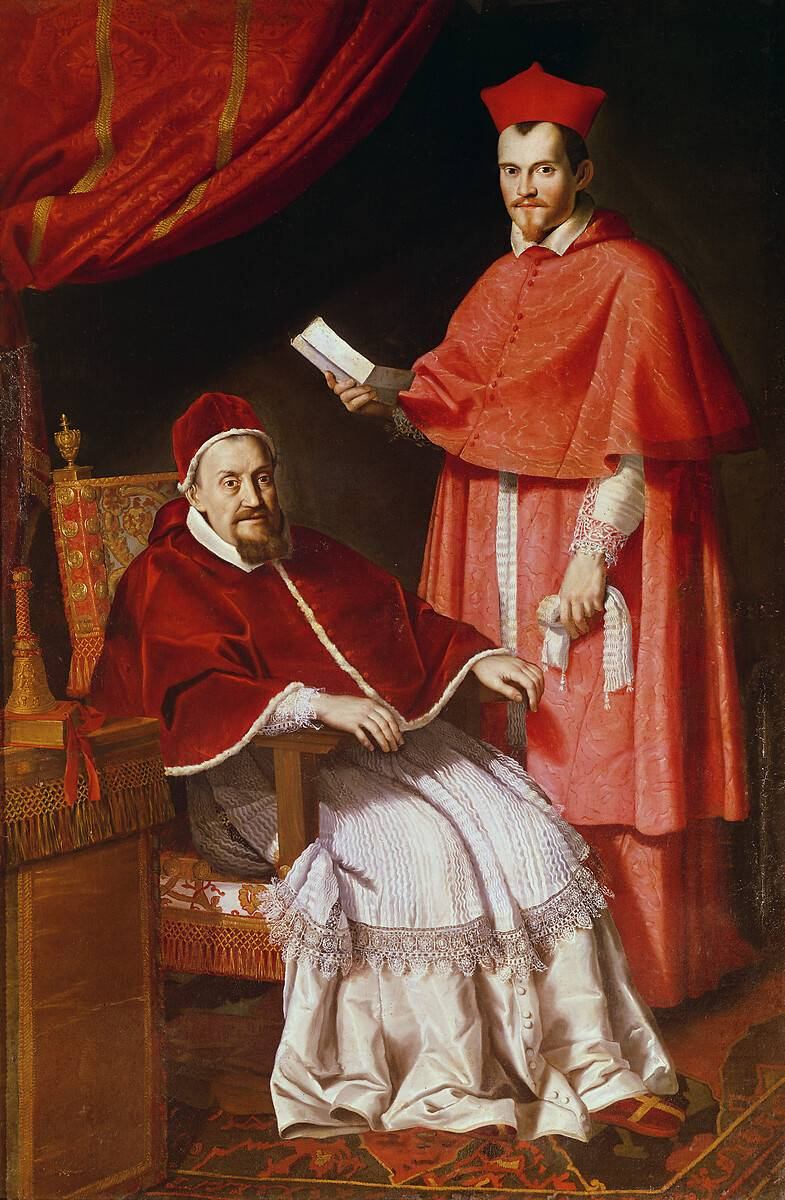
Le Dominiquin, Portrait du pape Grégoire XV et du cardinal Ludovico Ludovisi, 1621-1622, musée des Beaux-Arts de Béziers.

Le cardinal-neveu du pape Grégoire XV (1621-1623), Ludovico Ludovisi, le premier cardinal-neveu connu sous le nom de il cardinale padrone (« le cardinal patron ») accumule de vastes bénéfices : l'évêché de Bologne, 23 abbayes, la direction du Tribunal suprême de la Signature apostolique, ainsi que les charges de vice-chancelier et de grand camerlingue du Sacré Collège ; il peut en faire redistribuer la plupart entre 17 de ses parents à sa mort. Ces bénéfices et fonctions rapportent à Ludovisi plus de 200 000 scudi par an ; il est considéré comme ayant exercé « une autorité plus illimitée » que n'importe quel cardinal-neveu qui précède. Les cardinaux-neveux sont notamment autorisés à créer des facultas testandi pour léguer leurs bénéfices aux membres laïcs de la famille. Le successeur de Grégoire XV, Urbain VIII (1623-1644) convoque deux comités spéciaux de théologiens, qui approuvent tous deux cette pratique.
Tous les cardinaux-neveux ne sont pas des cardinaux-neveux au sens le plus strict du terme. L'historienne papale Valérie Pirie considère le fait de ne pas avoir de neveu comme un « formidable atout pour un futur pape », car cela laisse le poste ouvert à un cardinal allié. Par exemple, le pape Clément X confie la charge au cardinal Paluzzo Paluzzi Altieri Degli Albertoni, dont le neveu a récemment épousé Laura Caterina Altieri, l'unique héritière de la famille de Clément X. De nombreux historiens considèrent Olimpia Maidalchini, la belle-sœur du pape Innocent X (1644-1655), comme étant de facto un cardinal-neveu ; le poste est officiellement occupé par son fils, Camillo Francesco Maria Pamphili, puis son neveu, Francesco Maidalchini (après que Pamphili ait renoncé à son cardinalat pour se marier), et, après que Francesco se soit montré incompétent, par Camillo Astalli-Pamphili, son cousin,.
Les papes n'ont souvent que quelques choix pour la création d'un cardinal-neveu. Selon l'historien papal Frédéric Baumgartner, le règne du pape Sixte V (1585-1590) « a mal commencé » parce qu'Alessandro Damasceni Peretti est « son seul neveu éligible à cette fonction, mais il pouvait difficilement servir le pape en tant que confident digne de confiance », ce qui a amené plusieurs cardinaux à refuser d'assister à son investiture. Un autre historien pontifical, Ludwig von Pastor, note que « le malheur du pape Pamphilj était que la seule personne de sa famille qui aurait eu les qualités nécessaires pour occuper un tel poste était une femme ».
Le pape Innocent XI (1676-1689) méprise cette pratique et n'accepte son élection comme pape qu'après que le Collège des cardinaux ait consenti à ses projets de réforme, qui incluent une interdiction du népotisme. Cependant, il recule après avoir échoué à trois reprises à obtenir le soutien de la majorité des cardinaux pour une bulle interdisant le népotisme, qui a été fastidieusement rédigée entre 1677 et 1686. Innocent XI ne cède pas aux supplications de la cour papale pour faire venir son unique neveu, Livio Odescalchi, prince de Sirmio, à Rome, bien qu'il ait élevé Carlo Stefano Anastasio Ciceri, un parent éloigné, cardinal le 2 septembre 1686. Le successeur d'Innocent XI, le pape Alexandre VIII (1689-1691), est le dernier pape à créer un cardinal-neveu. Il annule également une autre réforme d'Innocent XI en restituant les revenus de l'ancienne chancellerie au vice-chancelier, qui est, à l'époque, son cardinal-neveu, Pietro Ottoboni (1667-1740). Edith Standen, consultante au Metropolitan Museum of Art, qualifie Ottoboni de « dernier et certainement pas des moindres exemples magnifiques » de la « splendeur d'une espèce disparue, le cardinal-neveu ».
Jusqu'en 1692 (et parfois après), le cardinal-neveu (ou un neveu laïc) sera l'archiviste en chef du pape, transférant généralement les archives dans les archives familiales à la mort du pontife. Les archives des familles Barberini, Farnèse, Chigi et Borghèse, en particulier, contiennent d'importants documents papaux.

### Depuis 1692

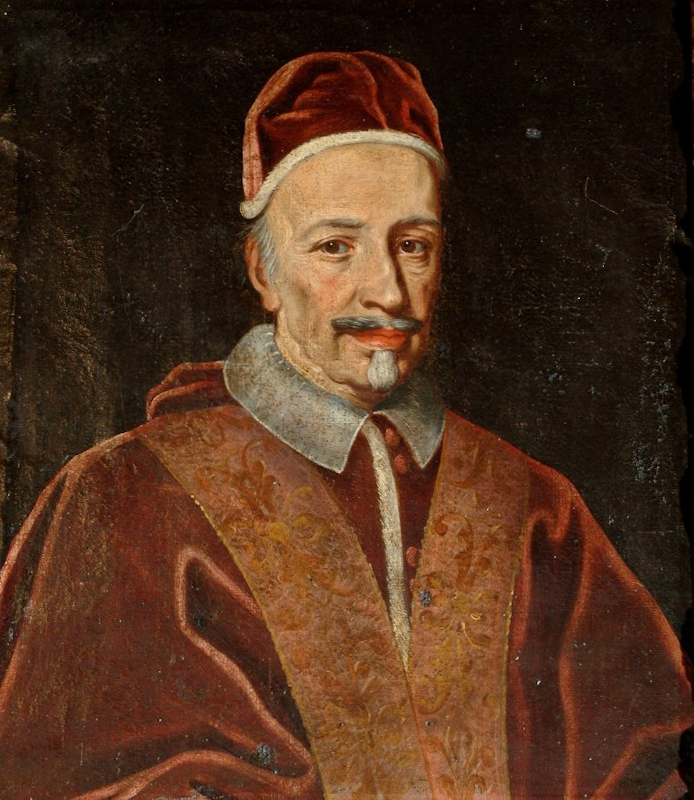
Antonio Zanchi, Portrait de Innocent XII, pape, fin du XVIe siècle.

Le pape Innocent XII (1691-1700) publie une bulle pontificale le 22 juin 1692, Romanum decet pontificem, interdisant la fonction de cardinal-neveu, limitant ses successeurs à élever un seul cardinal parent, supprimant diverses sinécures traditionnellement réservées aux cardinaux-neveux, et plafonnant l'allocation ou la dotation que le cardinal-neveu peut recevoir à 12 000 scudi,,. La bulle Romanum decet pontificem est ensuite incorporée dans le code de droit canonique de 1917 dans les canons 240, 2 ; 1414, 4 ; et 1432, 1. En 1694, la série de réformes d'Innocent XII se conclut par une campagne coûteuse visant à éliminer la vénalité des offices tout en remboursant leurs titulaires. Ces réformes sont considérées par certains chercheurs comme une réaction tardive à la crise financière créée par le népotisme du pape Urbain VIII (1623-1644).
Cependant, même après la bulle Romanum decet pontificem, seuls trois des huit papes du XVIIIe siècle ne nomment pas un neveu ou un frère cardinal. Le Collège des Cardinaux préfère apparemment le gouvernement des neveux plutôt que celui des favoris, qu'ils considèrent comme une alternative ; par exemple, il exhorte le pape Benoît XIII (1724-1730) à nommer un cardinal-neveu, qui, espère-t-il, remplacera son célèbre lieutenant, Niccolò Coscia. Le pape Grégoire XIII (1572-1585) est également poussé par des personnalités clés du Collège à nommer son neveu Filippo Boncompagni cardinal.
Les cardinaux-neveux du XVIIIe siècle perdent en influence à mesure que le pouvoir du cardinal secrétaire d'État augmente. L'église du pape Benoît XIII (1724-1730) est décrite par l'historien Eamon Duffy comme présentant « tous les maux du népotisme sans le neveu »,. Neri Maria Corsini, cardinal-neveu du pape Clément XII (1730-1740), est de loin le cardinal-neveu le plus puissant du XVIIIe siècle, en raison de l'âge avancé et de la cécité de son oncle. Le successeur de Clément XII, le pape Benoît XIV (1740-1758), est décrit par Hugh Walpole comme « un prêtre sans indolence ni intérêt, un prince sans favoris, un pape sans neveux ».
Romoaldo Braschi-Onesti, cardinal-neveu de Pie VI (1775-1799), est l'avant-dernier cardinal-neveu. Malgré la lignée de Pie VI, une famille noble de Cesena, sa sœur unique a épousé un homme de la famille Onesti, une famille pauvre. C'est pourquoi il charge un généalogiste de découvrir (et de gonfler) une trace de noblesse dans la lignée Onesti, une entreprise qui n'aboutit qu'à un lien détourné avec saint Romuald de Ravenne.
Après le conclave de 1799-1800 particulièrement agité, le pape Pie VII (1800-1823) évite d'instituer un cardinal-neveu et s'appuie plutôt sur son cardinal secrétaire d'État, Ercole Consalvi. Au XIXe siècle, le seul cardinal-neveu créé est Gabriel della Genga Sermattei, neveu du pape Léon XII, créé cardinal par le pape Grégoire XVI le 1er février 1836. Bien que l'institutionnalisation du népotisme ait disparu au XVIIIe siècle, la pietas (devoir envers la famille) demeure un élément de l'administration papale jusqu'au XXe siècle, bien que rarement avec l'intervention manifeste d'un oncle pape. Suivant l'exemple de Pie VI, les papes Léon XIII, qui élève son frère Giuseppe Pecci cardinal le 12 mai 1879, et Pie XII (1939-1958) affaiblissent la bureaucratie curiale formelle en faveur d'un gouvernement parallèle, dans lequel les membres de la famille figurent souvent en bonne place. La perte du pouvoir temporel sur les États pontificaux (de facto en 1870 avec la « question romaine » et de jure en 1929 avec les Accords du Latran) fait disparaitre également les conditions structurelles qui figurent en bonne place dans la politique familiale des premiers papes.

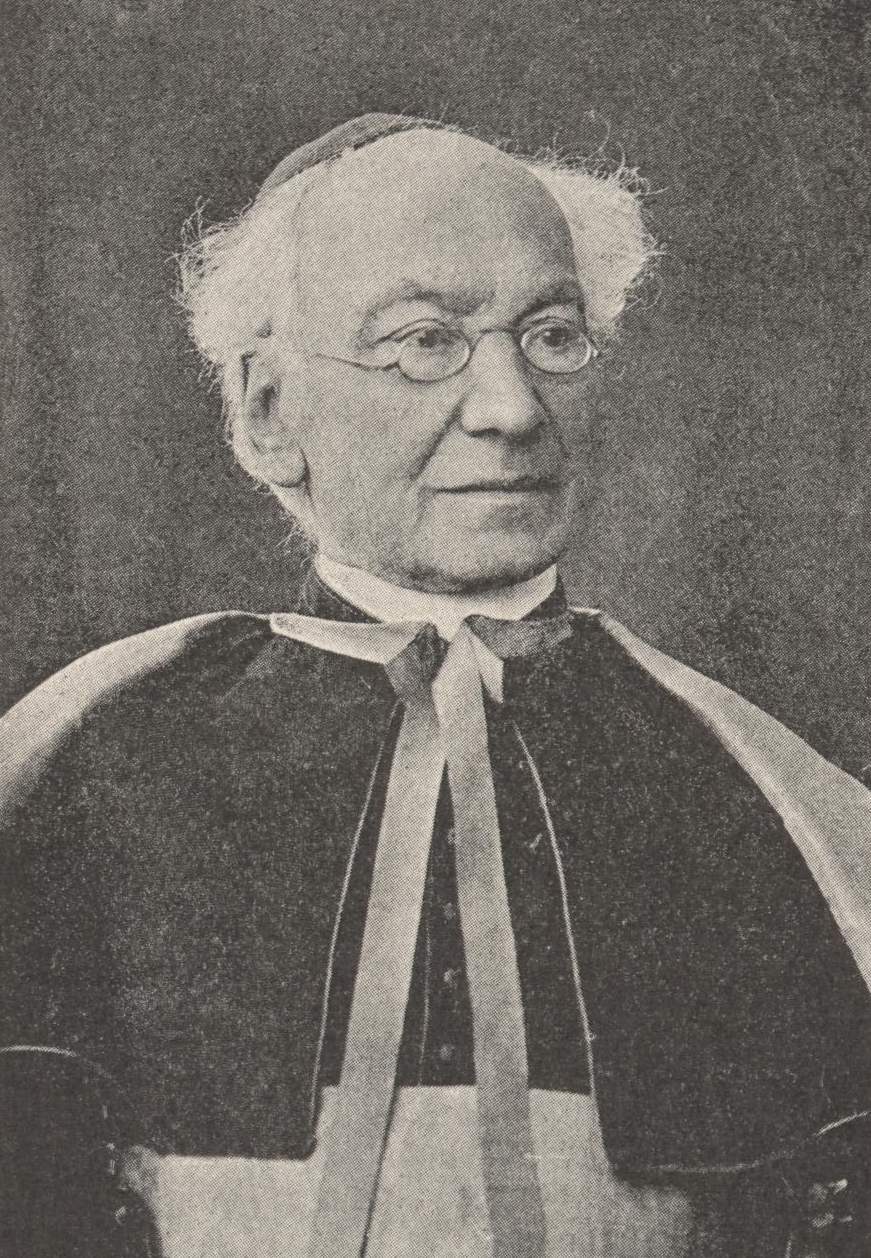
Le Cardinal Giuseppe Pecci, le dernier parent d'un pape élevé au rang de cardinal
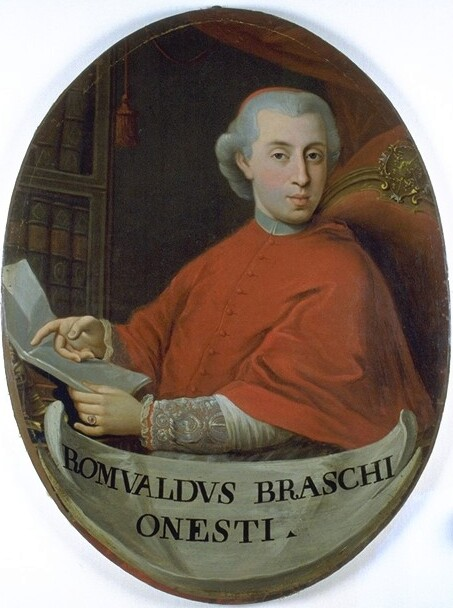
Romualdo Braschi-Onesti, l’avant-dernier cardinal-neveu

## Rôle dans les conclaves
Même au XVIIIe siècle, le cardinal-neveu est un intermédiaire naturel au conclave qui suit la mort de son oncle, en tant que personne autour duquel les cardinaux désireux de maintenir le statu quo peuvent se rallier. Le cardinal-neveu commande souvent la loyauté des créatures de son oncle, qui jouent généralement un rôle dans la nomination. Par exemple, Alessandro Damasceni Peretti commande les créatures de son oncle au conclave de 1591 alors qu'il n'a que 21 ans. Selon l'historien du conclave Frédéric Baumgartner, « le but de ces nominations était de garantir que la famille du pape aurait pouvoir et influence pendant une période beaucoup plus longue que la brève période pendant laquelle un pape pouvait s'attendre à régner ». Le pape Grégoire XV (1621-1623) constitue une exception notable, qui refuse sur son lit de mort la demande de Ludovico Ludovisi de nommer plus de parents au Collège, affirmant qu'il a « assez de comptes à rendre à Dieu pour les indignes qu'il avait nommés ».

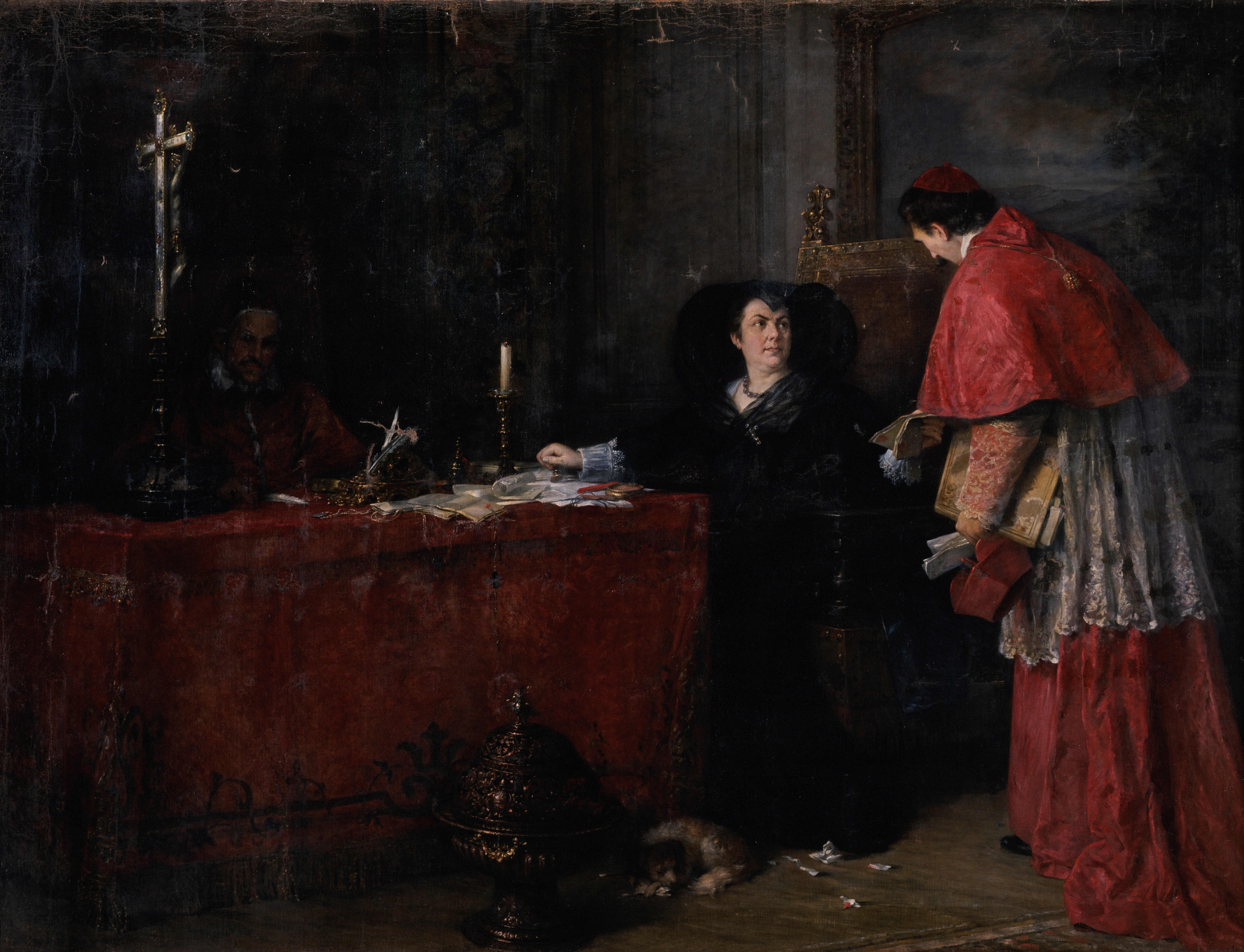
Guglielmo de Sanctis, La Princesse Olimpia Maidalchini rencontre le pape Innocent X.

Les cardinaux-neveux n'ont pas la garantie de diriger les créatures de leur oncle ; par exemple, lors du conclave de 1621, Scipione Borghese ne peut compter que vingt-neuf voix (une fraction des cinquante-six cardinaux de son oncle), Pietro Aldobrandini n'en contrôle que neuf (sur les treize cardinaux restants de son oncle), et Montalto seulement cinq. En fait, les rivalités internationales anéantissent parfois la loyauté familiale lorsque les cardinaux-neveux sont relativement « mal organisés ». Lorsque le pape Innocent X (1644-1655) meurt alors que le poste de cardinal neveu est vacant, sa faction se révèle divisée et sans chef au conclave, bien que sa belle-sœur Olimpia Maidalchini soit invitée à s'adresser aux cardinaux depuis l'intérieur de l'enceinte, toujours la seule femme ainsi honorée.

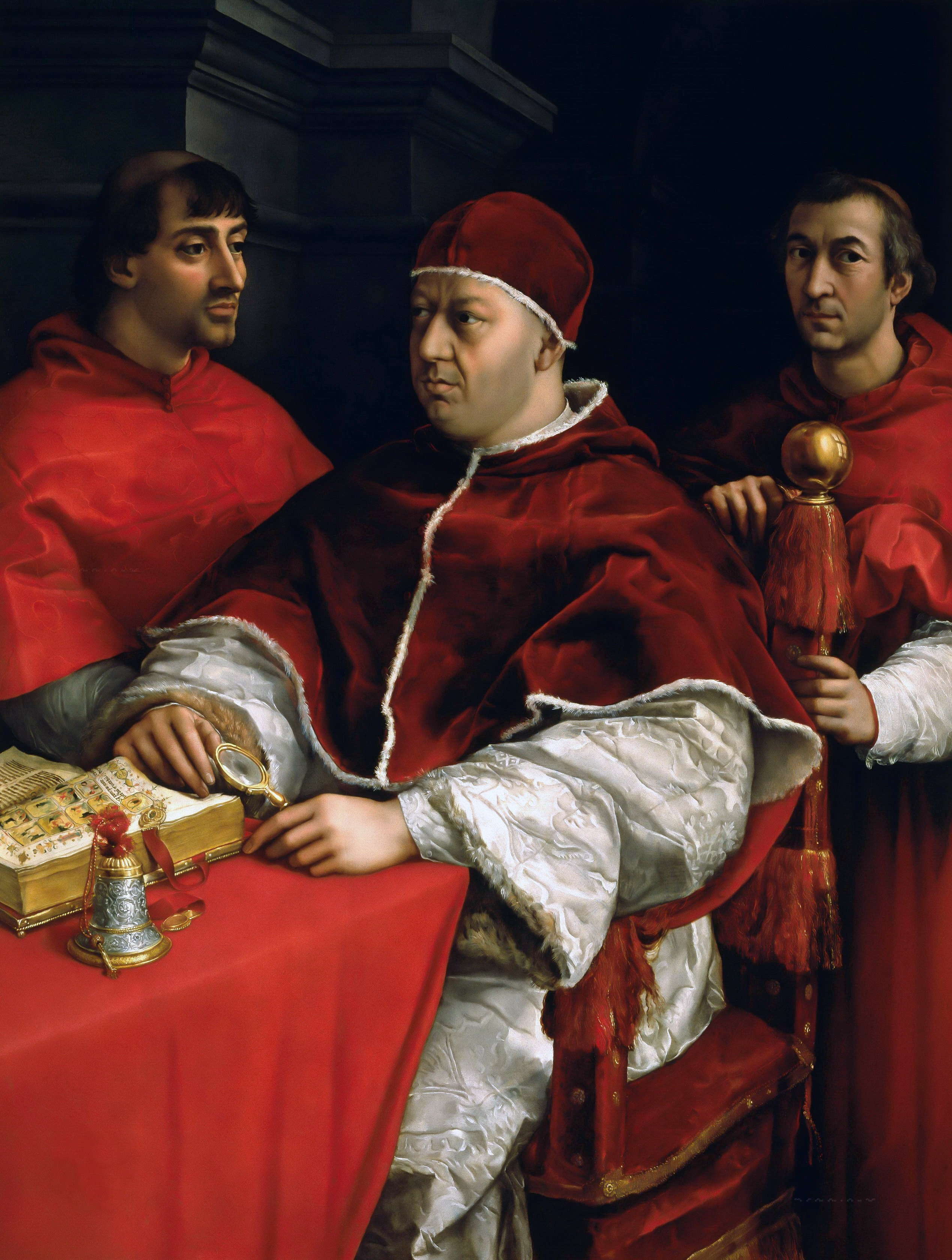
Raphaël, Le Pape Léon X avec les cardinaux Giulio de Medicis et Luigi de Rossi, 1518-1520, Galerie des Offices.

L' Instruzione al cardinal Padrone circa il modo come si deve procurare una fazione di cardinali con tutti i requisiti che deve avere per lo stabilimento della sua grandezza (« Instructions au cardinal en chef sur la façon de créer une faction de cardinaux avec toutes les conditions requises pour l'établissement de sa grandeur »), découvert dans les archives de l'église Santa Maria in Monserrato degli Spagnoli, donne des conseils aux cardinaux-neveux pour consolider le pouvoir au sein du Collège cardinalice. Un autre texte, le Ricordi dati da Gregorio XV al cardinale Lodovisio suo nipote (« Mémoire adressé par Grégoire XV à son neveu le cardinal Lodovisio ») offre des conseils sur la manière de s'élever au sein de la Curie.
Une analyse des cinq conclaves papaux entre 1605 et 1644 montre que les cardinaux-neveux ne parviennent généralement pas à élire les candidats qu'ils ont choisis, même si le vainqueur est généralement un cardinal créé par le pape décédé. Les cardinaux de couronne en particulier, lorsqu'ils daignent se rendre à Rome pour le conclave, ont tendance à s'opposer à l'élection des cardinaux-neveux, bien qu'ils s'opposent également à l'élection des cardinaux de couronne d'autres monarques. En général, un cardinal-neveu doit survivre à un ou plusieurs successeurs de son oncle pour être considéré comme papable, à la fois en raison de sa jeunesse et de sa tendance à être blâmé pour toute politique papale impopulaire de son oncle.
Une élection papale peut apporter un changement de fortune dramatique pour un cardinal-neveu, mettant souvent les anciens favoris en conflit avec le nouveau pape. Par exemple, Prospero Colonna et Francisco de Borja sont excommuniés, ; Carlo Carafa (1517-1561) est exécuté. Le conclave de mai 1605 est un exemple de conclave où un candidat, Antonmaria Sauli, est vaincu parce que suffisamment d'autres cardinaux sont convaincus de la nécessité d'avoir « un pape prêt à punir les cardinaux-neveux pour avoir volé la papauté ». Un cardinal-neveu représente également une menace potentielle pour tout futur pontife ; par exemple, Ludovisi en vient à diriger l'opposition contre le pape Urbain VIII (1623-1644), parlant même de convoquer un concile contre le pape (qui n'a jamais eu lieu, Ludovisi étant mort en 1632) parce que « personne d'autre n'avait la capacité d'affronter le caractère titanesque d'Urbain ».

## Héritage

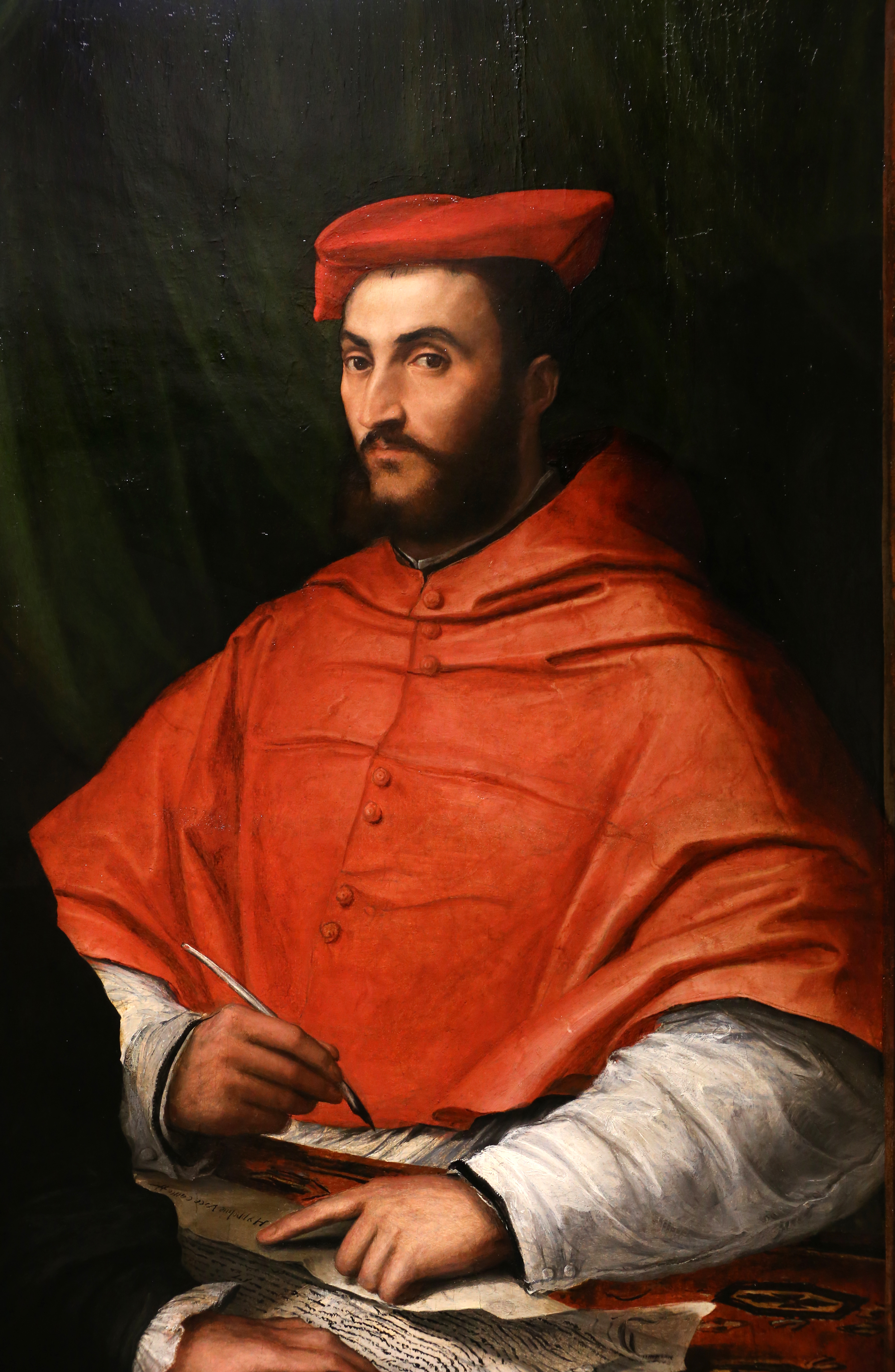
Girolamo da Carpi (attr.), Hippolyte de Médicis, cardinal-neveu du pape Clément VII et fils illégitime de Julien de Médicis.

Le népotisme est une caractéristique courante dans l’histoire de la gouvernance, en particulier dans les cultures où l’identité et la loyauté sont davantage déterminées au niveau de la famille qu’à celui de l’état-nation. L'utilisation de neveux, plutôt que de descendants directs, est un produit de la tradition du célibat sacerdotal dans l'Église catholique, bien que la descendance héréditaire d'oncles à neveux soit également observée dans le patriarcat de l'Église apostolique assyrienne de l'Orient.
La création de parents et d'alliés connus comme cardinaux n'est qu'un moyen par lequel les papes du Moyen Âge et de la Renaissance tentent de diluer le pouvoir du Collège des cardinaux en tant que « rival ecclésiastique » et de perpétuer leur influence au sein de l'Église après leur mort. L'institution du cardinal-neveu a eu pour effet à la fois d'enrichir la famille du pape de bénéfice ecclésiastiques et de moderniser l'administration de la papauté, en permettant au pontife de gouverner par l'intermédiaire d'un mandataire plus facilement jugé faillible en cas de besoin et assurant une distance formelle entre la personne du pontife et le quotidien des affaires pontificales.
Il Nipotismo di Roma de Grégoire Leti (Amsterdam, 1667), traduit en français : Le népotisme de Rome, ou relation des raisons qui portent les papes à aggrandir leurs neveus (1669), est un exemple de critique contemporaine de l'institution du cardinal-neveu ; Leti a la rare distinction de faire figurer l'ensemble de ses publications dans l' Index librorum prohibitorum. La Catholic Encyclopedia de 1913 défend l’institution du cardinal-neveu comme une contre-mesure nécessaire aux intrigues de la vieille Église. Selon Francis A. Burkle-Young, les papes du XVe siècle en particulier ont jugé nécessaire d'élever leurs proches au Collège des cardinaux en raison de leur méfiance à l'égard des cardinaux de couronne, des familles baronniales romaines et des familles princières italiennes qui peuplent également le collège. Selon Thomas Adolphus Trollope, un célèbre historien papal, « le mal qu'ils ont infligé à l'Église et à l'intérieur de celle-ci lui a été presque fatal ; bien sûr, les matériaux des pires papes ont été pour la plupart des neveux cardinaux, la tentation de créer de tels papes ayant été rendue trop grande pour qu'on puisse y résister par la grandeur exorbitante du pouvoir, de la dignité et de la richesse attribuées aux membres. du Sacré Collège. La valeur de ces grands « prix » était si énorme, que le « chapeau » devint un objet d'ambition pour les princes, et c'était l'objet principal d'une longue série de papes de le décerner à leurs parents. ».

## Cardinal secrétaire d'État
La fonction curiale de cardinal secrétaire d'État a évolué à bien des égards à partir des rôles autrefois remplis par les cardinaux-neveux. De 1644 à 1692, le pouvoir du cardinal secrétaire d'État est essentiellement inversement proportionnel à celui du cardinal neveu, auquel le Secrétariat est subordonné. Durant certains pontificats, par exemple celui du pape Pie V (1566-1572) et de son neveu Michele Bonelli, le cardinal-neveu et le secrétaire d'État ne font qu'un.
Selon Baumgartner, « la montée d'une administration centralisée avec des bureaucrates professionnels ayant une carrière dans le service papal » s'est avérée plus efficace que le népotisme pour les futurs papes et a ainsi « considérablement réduit le besoin de neveux papaux ». L'ascension du cardinal secrétaire d'État est « l'élément le plus évident de cette nouvelle approche ».